# 瓦西里·格里戈里耶维奇·扎伊采夫

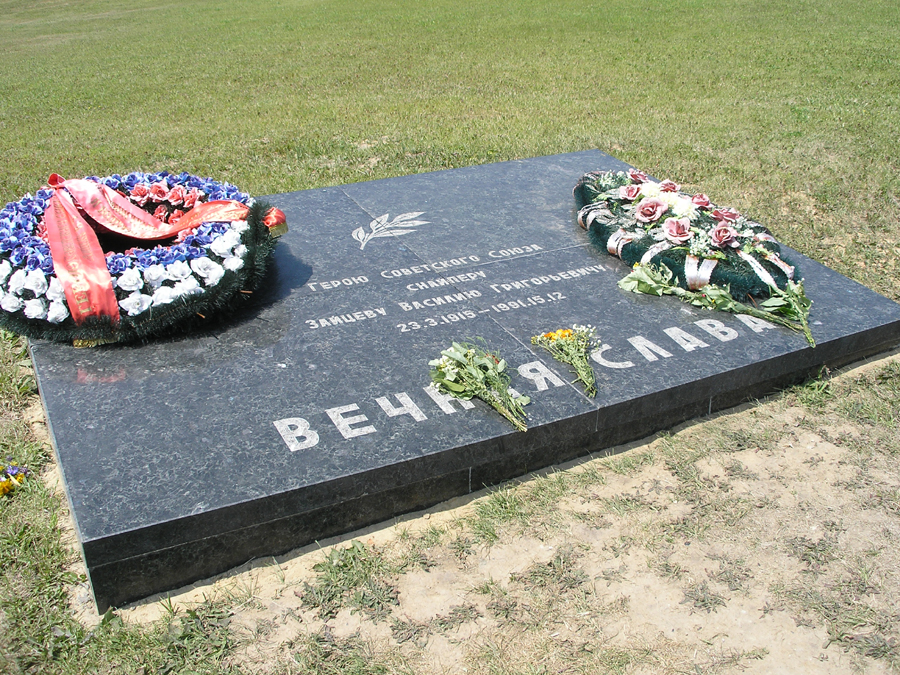
瓦西里在伏爾加格勒的墓地

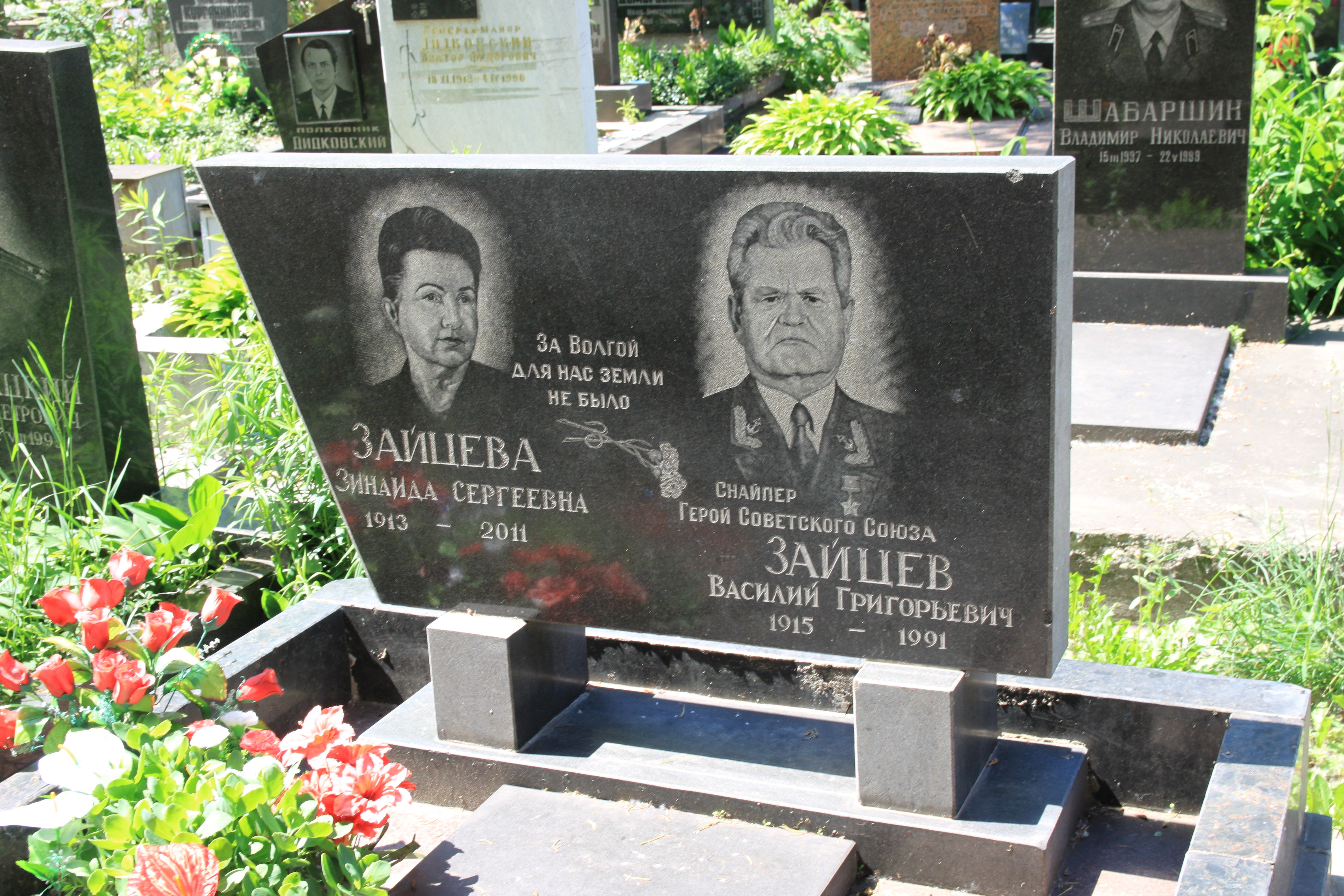
瓦西里在基輔軍人公墓的英雄纪念碑

瓦希里·格里戈里耶維奇·扎伊采夫（romanized: Vasily Grigoryevich Zaytsev；1915年3月23日—1991年12月15日），二戰時期蘇聯陸軍著名狙擊手，他在1942年史達林格勒戰役中，於11月10日至12月17日之間共擊杀225名德意志國防軍和其他軸心國的士兵與軍官（包括11名狙擊手），因此一戰成名。
据悉，截至11月10日之前，瓦西里以傳統的莫辛-納甘步槍共擊殺32名軸心國士兵；在1942年10月到1943年1月之間，瓦西里總計擊殺大約242名敌军。不過真實數目可能更高，部分學者認為甚至可能高達400人左右。

## 生平
瓦西里出生於耶勒寧斯科耶（又稱為亞列寧斯科亞），於烏拉山脈長大。瓦西里的姓氏「扎伊采夫」在俄語與"野兔"有相近的意思（同字根）。
在前往史達林格勒前，瓦西里服役於蘇聯海軍，擔任岸勤人員，直到他從報章雜誌得知史達林格勒戰役的慘烈後，自願加入這一場有史以來最殘酷的會戰。
瓦西里被分派到蘇聯陸軍第62軍第284步兵師第1047團。在某次戰鬥中，他的上级将一個800米外窗户中的一名德军作為目標，他用普通纳甘步枪一枪击杀，包括之後出來查看的德軍都被他一舉射杀，因此表现出狙击手天赋的他獲得了英勇勋章和一支狙击型纳甘步槍。他的战绩宣传给当时在斯大林格勒陷入苦战、缺衣少食的苏军带来了很大鼓舞。
由於瓦西里在史達林格勒戰役中成名，所以苏军在史達林格勒的拉祖爾化學工廠成立狙擊學校，並由他親自負責訓練。
由於扎伊采夫的姓氏涵義的關係，因此所開辦的狙擊手學校訓練出的狙击手又被暱稱為「小兔兔」（"Zaichata"）。
在安東尼·畢佛（前英國第11輕騎兵中隊軍官，現任歷史學家）所著的《史達林格勒》中，認為在拉祖爾化工廠所開辦的學校正是第62軍以及全蘇軍发起大规模“狙擊手運動”的结果，部隊之間開始舉辦訓練營並且宣揚狙擊法則，以批量的方式進行大規模集團訓練狙击手，士兵們熱烈地彼此互相交換關於狙擊技巧與戰術的想法以及原則等。
據估計，老柴兔瓦西里一手训练出来的小柴兔子們，一共击毙击伤了超過三千個軸心國士兵與軍官。这只是苏军在战场上发起大规模狙击运动的缩影，由于对于狙击手的高度重视，苏军在战后制订了将狙击手分配给步兵班的战斗条令，并研制专门的SVD狙击步枪。
1943年1月，瓦西里的眼睛因為地雷炸傷而离开前线，之後他由維拉米爾·費拉托夫医生照顧，並且治療他的眼睛。瓦西里後重返戰場並參加了德涅斯特河戰役，當時的他已經是上尉了。
戰後，瓦西里曾造訪柏林，並與軍中同袍們相見。同袍們贈送一把新的狙擊槍給他，上面刻著：「敬蘇聯英雄瓦西里·扎伊采夫，在史達林格勒殺死了超過300個法西斯份子。」（目前這把槍保存在伏尔加格勒博物館中的史達林格勒戰役區）。之後瓦西里便在基輔經營工廠，1991年在基辅去世，享年76歲。

## 身後
2006年1月31日，瓦西里·扎伊采夫的遺體以隆重的軍禮重遷到馬馬耶夫崗安葬。由於瓦西里的遺願是希望將他的遺體埋在史達林格勒戰役紀念碑下，所以他的棺木葬在紀念碑旁；碑上則寫著瓦西里的名言：「我們沒有任何撤退的餘地。」（事實上該語出自赫鲁晓夫，当时擔任史達林格勒戰役的總政委。）

## 傳說
瓦西里的自傳《Notes of a Sniper》中提到他在史達林格勒戰役中遭遇的對手名为「海恩茲·托爾伐特」，是依據其尸体上搜出的身分證明文件而得知，瓦西里收走了对方的狙击枪瞄准镜作纪念。
這個名字後來被作家大衛·羅賓斯使用在1999年出版的小說《老鼠之戰》（War of the Rats）中。羅賓斯稱托爾伐特是一位黨衛隊旗隊領袖、德國佐森國防軍狙擊學校的總教官。

## 文化影響
- 小說《War of the Rats》。
- 電影《死亡天使》(Ангелы Смерти)
- 電影《大敵當前》 (2001)
- 遊戲《戰地之王》裏其中一位狙擊兵角色
- 漫畫/動畫《黃金神威》同名狙擊兵角色

## 資料來源
- 蘇俄的狙擊英雄們 （页面存档备份，存于）
- 有關瓦西里·扎伊采夫 （页面存档备份，存于）
- 頂尖二次世界大戰狙擊手 （页面存档备份，存于）
- 二次世界大戰狙擊手 （页面存档备份，存于）

## 外部連結
- （俄文） 戰爭英雄瓦西里·扎伊采夫生平 （页面存档备份，存于）
- （俄文） http://www.patriotica.ru/history/zay_stal.html （页面存档备份，存于）